# Småplettet rødhaj
Den småplettede rødhaj (Scyliorhinus canicula) er en haj, der er helt ufarlig for mennesker. Det er en af Danmarks almindeligste hajer, og findes desuden fra Norges kyst og videre mod syd til kysten ud for Vestafrika, inklusive Middelhavet. Hajen kan blive op til 1 meter lang, men er oftest 50-70 centimeter og er dermed en af Danmarks mindste hajarter.

## Levevis
Den lever mest ved sand- eller grusbund, helt ned på 100 meters dybde, hvor den om natten svømmer omkring på jagt efter krabber, blæksprutter, søpindsvin, fladfisk og orme. Når den jager, bruger den bl.a. sin lugtesans og den meget specialiserede elektriske sans, der kan detektere en fladfisk i sandet ud fra hjerteslaget eller bevægelsen af gællerne.
Rødhajen lægger få æg. Hvert æg er omgivet af en rødbrun kapsel med slyngtråde, der hæfter til tangplanter. Efter 5 – 11 måneder klækkes æggene.